# Подлесная Андреевка (Владимирская область)
Подлесная Андреевка — деревня в Ковровском районе Владимирской области России, входит в состав Ивановского сельского поселения.

## География
Деревня расположена в 14 км на юг от центра поселения села Иваново и в 36 км на юг от райцентра города Ковров.

## История
В конце XIX — начале XX века деревня входила в состав Воскресенской волости Судогодского уезда, с 1926 года — в составе Вязниковского уезда. В 1859 году в деревне числилось 22 двора, в 1905 году — 28 дворов, в 1926 году — 38 дворов.
С 1929 года деревня входила в состав Аксенихского сельсовета Вязниковского района, с 1935 года — в составе Никологорского района, с 1959 года — в составе Ключиковского сельсовета, с 1963 года — в составе Ковровского района, с 1972 года — в составе Шевинского сельсовета, с 2005 года — в составе Ивановского сельского поселения.

## Население
| 1859 | 1905 | 1926 | 2002 | 2010 | 2021 |
| ---- | ---- | ---- | ---- | ---- | ---- |
| 153  | ↗169 | ↗179 | ↘0   | →0   | →0   |